# Chlorizeinina
Sous-tribu
Les Chlorizeinina sont une sous-tribu d'insectes orthoptères de la famille des Pyrgomorphidae, de la sous-famille des Pyrgomorphinae et de la tribu des Chlorizeinini.

## Liste des genres
Selon Orthoptera Species File (4 janvier 2021) :
- genre Chlorizeina Brunner von Wattenwyl, 1893
- genre Feacris Kevan, 1969
- genre Pterorthacris Uvarov, 1921

## Publication originale
- (en + fr) D. K. McE. Kevan et S. S. Akbar, « The Pyrgomorphidae (Orthoptera: Acridoidea): Their Systematics, Tribal Divisions and Distribution », The Canadian Entomologist, Ottawa, Société d'entomologie du Canada, vol. 96, no 12,‎ décembre 1964, p. 1505-1536 (ISSN 0008-347X et 1918-3240, OCLC 01553087, DOI 10.4039/ENT961505-12).